# Monastère Rabban Hormizd

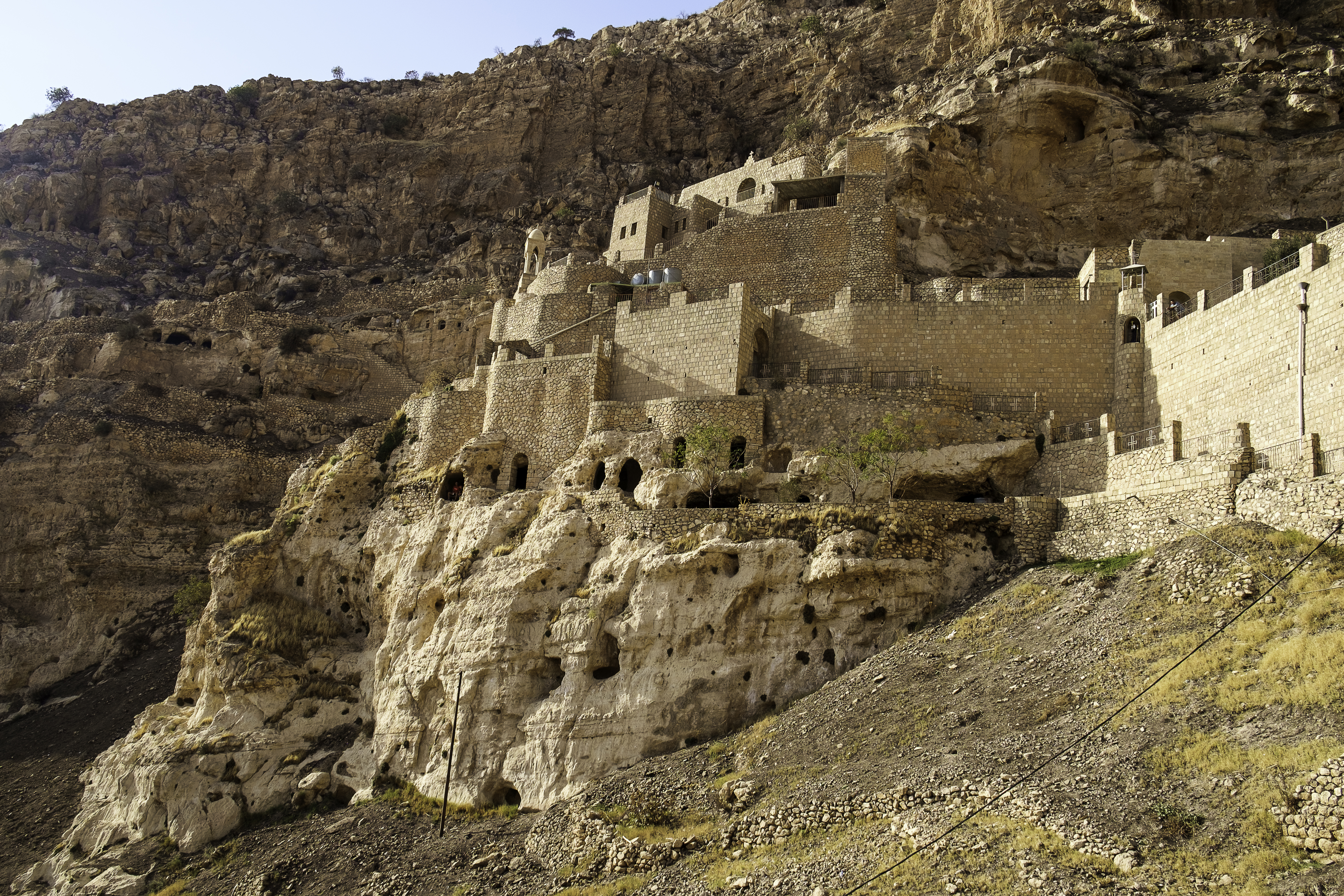
Le monastère Rabban Hormizd.

Le monastère Rabban Hormizd (ou Hormuzd) est un monastère important de l'Église de l'Orient par sa signification historique. Il est taillé dans les montagnes à environ 4 kilomètres de la ville d'Alqosh, au nord de Mossoul.
Le monastère doit son nom au moine (rabban en syriaque) Rabban Hormizd (en) qui l'a fondé en 640. Le monastère a été la résidence officielle des patriarches de la lignée Eliyya de l'Église de l'Orient de 1551 au XVIIIe siècle. Remis en état au début du XIXe siècle, il devint un monastère de premier plan de l'Église chaldéenne.

## Histoire du monastère
Entre 1551 et le XVIIIe siècle, le monastère devint la résidence officielle des patriarches de la lignée Eliya de l'Église de l'Orient, qui était le plus ancien et le plus grand siège patriarcal de l'Église de l'Orient. Neuf tombes patriarcales, de 1497 à 1804, sont situées dans le couloir qui mène aux cellules des moines.
Yohannan Soulaqa, le premier patriarche de l'Église catholique chaldéenne était moine du monastère Rabban Hormizd avant son voyage à Rome en 1552.
Vers 1743, en raison de la peste et les attaques des Kurdes, le monastère fut abandonné. En 1808, le moine chaldéen Gabriel Dambo réoccupa le monastère abandonné et y installa un séminaire. Durant tout le XIXe siècle le monastère fut à plusieurs reprises attaqué et pillé par les Kurdes.

## Le nouveau monastère
Le patriarche chaldéen Joseph Audo décida, en 1859, avec l'aide financière de Rome, de construire un nouveau monastère « Notre-Dame-des-Semences » dans un site plus sûr dans la plaine près de Alqosh.